# Granja Nova
Granja Nova ist ein Ort und eine ehemalige Gemeinde (Freguesia) im portugiesischen Kreis Tarouca. Die Gemeinde hatte 396 Einwohner (Stand 30. Juni 2011).
Am 29. September 2013 wurden die Gemeinden Granja Nova und Vila Chã da Beira zur neuen Gemeinde União das Freguesias de Granja Nova e Vila Chã da Beira zusammengeschlossen. Granja Nova ist Sitz dieser neu gebildeten Gemeinde.